# FIFTH DIMENSION
『FIFTH DIMENSION』は、1986年5月21日に発売された、THE GOOD-BYE5枚目のオリジナルアルバムである。

## 概要
5曲目「僕色に染めて」がシングルカットされた。

## 収録曲

### オリジナル盤
- SIDE A

1. OUT OF THE TIME [6:31]
作詞・作曲:加賀八郎
2. 白夜のREVOLUTION [3:43]
作詞:野村義男／作曲:曾我泰久
3. THE VOID [4:08]
作詞:P.Willson／作曲:曾我泰久
4. No Longer On The Earth（安らぎを求めて） [2:34]
作詞:野村義男／作曲：野村義男、加賀八郎
5. 僕色に染めて [2:53]
作詞・作曲：野村義男

- SIDE B

1. LINK（Theme For Fifth Dimension） [2:21]
作曲：野村義男
2. 鏡の国のPierrot [2:21]
作詞・作曲:曾我泰久
3. UNFINISHED MUSIC NO.3 [4:03]
作詞:曾我泰久・DELTA HOUSE／作曲:曾我泰久
4. Presentにはハムスター [4:00]
作詞・作曲：野村義男
5. オアシス　パラダイス [2:50]
作詞:衛藤浩一／作曲:DAVY／ブラスアレンジ:新田一郎
6. I'm Sorry [3:42]
作詞:野村義男／作曲:曾我泰久

### CD リマスター盤
- 2004年9月22日発売。
- I'm Sorry 以降前述の通り、ボーナストラック4曲収録された。

1. OUT OF THE TIME
2. 白夜のREVOLUTION
3. THE VOID
4. No Longer On The Earth（安らぎを求めて）
5. 僕色に染めて
6. LINK（Theme For Fifth Dimension）
7. 鏡の国のPierrot
8. UNFINISHED MUSIC NO.3
9. Presentにはハムスター
10. オアシス　パラダイス
11. I'm Sorry
12. GOING DOWN [3:32]
13. ANOTHER WORLD [8:14]
14. REAL ME [3:25]
15. 僕色に染めて（SLOW VERSION） [5:36]